# La Chabanne
La Chabanne (okzitanisch La Chabana) ist eine französische Gemeinde mit 172 Einwohnern (Stand: 1. Januar 2022) im Département Allier in der Region Auvergne-Rhône-Alpes (bis 2015 Auvergne). Sie gehört zum Arrondissement Vichy und zum Kanton Lapalisse. 

## Geographie
La Chabanne liegt etwa 27 Kilometer ostsüdöstlich von Vichy.
Die Nachbargemeinden von La Chabanne sind Saint-Clément im Westen und Norden, Saint-Nicolas-des-Biefs im Nordosten und Osten, Laprugne im Süden sowie Ferrières-sur-Sichon im Westen.

## Geschichte
Im Jahr 1849 wurde La Chabanne eine eigenständige Gemeinde, zuvor gehörte der Ort zur Gemeinde Saint-Nicolas-des-Biefs.

## Bevölkerungsentwicklung
| Jahr                       | 1962 | 1968 | 1975 | 1982 | 1990 | 1999 | 2006 | 2011 | 2019 |
| Einwohner                  | 473  | 380  | 321  | 263  | 215  | 192  | 190  | 192  | 179  |
| Quellen: Cassini und INSEE |      |      |      |      |      |      |      |      |      |

## Sehenswürdigkeiten
- Kirche Ste-Marie aus dem Jahr 1836

## Weblinks

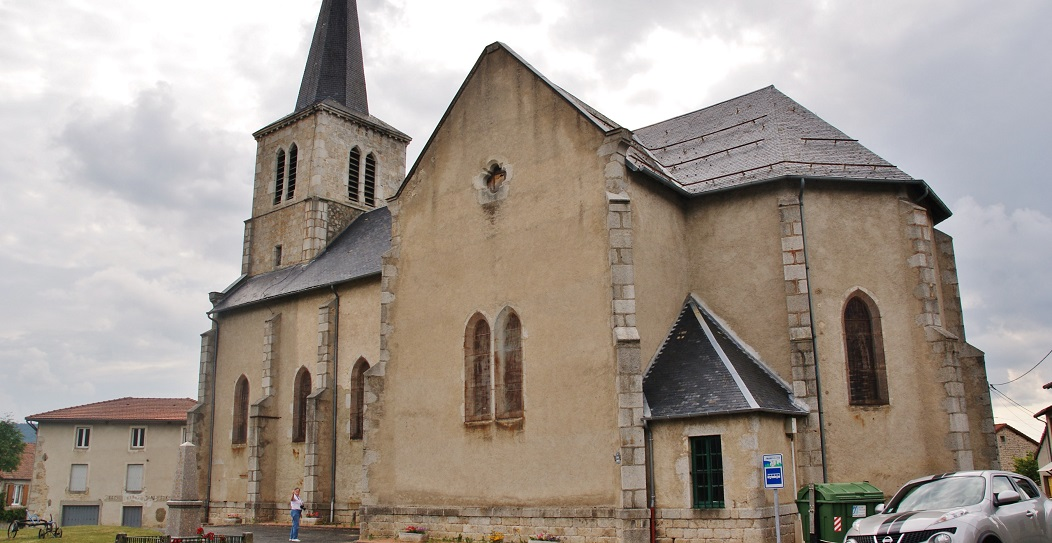
Kirche Sainte-Marie